# Cuevas del Becerro
Cuevas del Becerro é um município da Espanha na província de Málaga, comunidade autónoma da Andaluzia, de área 16 km² com população de 1847 habitantes (2004) e densidade populacional de 118,12 hab/km².

## Demografia
| Variação demográfica do município entre 1991 e 2004 | Variação demográfica do município entre 1991 e 2004 | Variação demográfica do município entre 1991 e 2004 | Variação demográfica do município entre 1991 e 2004 |
| --------------------------------------------------- | --------------------------------------------------- | --------------------------------------------------- | --------------------------------------------------- |
| 1991                                                | 1996                                                | 2001                                                | 2004                                                |
| 2018                                                | 2038                                                | 1880                                                | 1871                                                |